# 戸田忠余
戸田 忠余（とだ ただみ）は、下野宇都宮藩の第2代藩主。宇都宮藩戸田家5代。

## 略歴
元禄2年（1689年）1月20日、宇都宮藩戸田家分家で7000石を領した大身旗本・戸田大学忠章（宇都宮藩戸田家3代・戸田忠昌の五男）の長男として江戸で生まれる。元禄14年（1701年）8月29日に初代藩主・戸田忠真の養子となる。元禄16年（1703年）12月21日に従五位下・越前守に叙任される。正徳4年（1714年）9月7日に日向守に遷任する。第8代将軍徳川吉宗の日光社参が行なわれた際、養父の忠真は老中として江戸にあったため、代理として宇都宮城に宿泊した吉宗に謁見している。
享保14年（1729年）、忠真の死去により家督を継いだ。延享3年（1746年）6月16日に死去。享年58。先代・忠真の六男で養子の忠久が早世したため、家督は次男の忠盈が継いだ。

## 系譜
父母
- 戸田忠章（実父）
- 高閑院 - 正室（実母）
- 戸田忠真（養父）

側室
- 芳春院
- 小川氏

子女
- 秋元喬求（長男） 生母は芳春院
- 戸田忠盈（次男） 生母は芳春院
- 戸田忠寛（四男） 生母は芳春院
- 木下俊胤（六男） 生母は小川氏
- 板倉勝澄正室、後に岩城隆恭正室
- 青山忠高正室

養子
- 戸田忠久 - 戸田忠真の六男